# Stadio Luigi Pastena
Lo stadio Luigi Pastena è il principale impianto sportivo di Battipaglia, in provincia di Salerno. Inaugurato nel 1988, ha una capienza di circa 10 000 posti e ospita le partite casalinghe della Battipagliese 1929.

## Storia
Data: 21 agosto 1988
Tipo di incontro: Coppa Italia Serie C
Marcatori:  28’,  53’ (rig.)  58’ Condemi,  62’ De Ponte,  68’ Ricci (Battipagliese),  34’ Cozzella (Salernitana)
Lo stadio fu inaugurato il 21 agosto 1988 in occasione della partita di Coppa Italia Serie C tra Battipagliese e Salernitana, terminata con il risultato di 5-1 per i padroni di casa. Dallo stesso anno l'impianto ha ospitato gran parte degli incontri interni delle zebrette, inclusi gli anni in cui ha militato in Serie C1 e in Serie C2.
Il 17 ottobre 2007 davanti allo stadio "Luigi Pastena", è stata affissa una grossa insegna in ferro in onore dell'ex presidente della Battipagliese. In quello stesso giorno è stato rilasciato il certificato attestante l'agibilità dello stadio per i successivi dieci anni.
Il 5 aprile 2012, viene inaugurato lo stadio con il nuovo manto erboso sintetico, di ultima generazione. Il costo dei lavori è stato di 700 000 euro.
Il 15 febbraio 2019, in seguito ad un'ispezione condotta dai NAS dell'Arma dei Carabinieri, l'impianto è stato inibito all'uso per carenze strutturali e mancanza di piano anti-incendio, incompatibili con le norme sulla sicurezza. Lo stadio è stato poi parzialmente riaperto, tornando ad ospitare le partite interne dell'Atletico Battipaglia a partire dalla stagione 2021-22.

## Dati tecnici
Di seguito, dati tecnici relativi all'impianto.
- Capienza: 10 000 posti[5][6]
- Pista atletica: Presente[3]
- Campo di gioco: 103,70 m × 63,20 m.[4]

## Spettacoli e concerti
Lo stadio ha ospitato, inoltre, concerti e spettacoli, tra i quali: un concerto dei Pooh tenutosi il 27 luglio 2004, uno spettacolo di Vincenzo Salemme tenutosi il 22 luglio 2009 e un concerto dei Sonohra tenutosi il 27 luglio 2011.